# Rejon sławski (obwód drohobycki)
Rejon sławski (ukr. Славський район) – dawna jednostka podziału administracyjnego Ukraińskiej Socjalistycznej Republiki Radzieckiej w Związku Socjalistycznych Republik Radzieckich w latach 1940–1941 i 1944–1959. Należał do obwodu drohobyckiego do 1959 roku, a po jego zniesieniu przez kilka miesięcy do obwodu lwowskiego. Siedziba władz rejonu znajdowała się początkowo w Sławsku.
Rejon sławski powstał 11 listopada 1940 w związku z przeniesieniem siedziby rejonu ławoczniańskiego z Ławocznego do Sławska, co spowodowało przekształcenie jednostki. Był to rejon górski, położony na samym południu obwodu drohobyckiego.
Rejon sławski przestał istnieć wraz z wybuchem wojny niemiecko-radzieckiej 22 czerwca 1941. Jego tereny weszły w skład Landkreis Stryj dystryktu galicyjskiego Generalnego Gubernatorstwa.
Rejon został odtworzony 31 lipca 1944, po zajęciu tych terenów przez Armię Czerwoną.
21 maja 1959, w wyniku zniesienia obwodu drohobyckiego, rejon sławski włączono do obwodu lwowskiego.
23 września 1959 rejon sławski zniesiono, włączając jego obszar do rejonu skolskiego.